# Mistrzostwa Świata w Strzelectwie 1901
Mistrzostwa Świata w Strzelectwie 1901 – piąte mistrzostwa świata w strzelectwie. Odbyły się one w szwajcarskiej Lucernie. Rozgrywano konkurencje tylko dla mężczyzn. 
W programie mistrzostw znalazło się siedem konkurencji. Indywidualnie najwięcej medali zdobyło dwóch Szwajcarów: Emil Kellenberger oraz Konrad Stäheli (cztery). Zdecydowanym zwycięzcą klasyfikacji medalowej została reprezentacja gospodarzy.

## Klasyfikacja medalowa
Gospodarze mistrzostw
| Pozycja | Kraj              | Złoto | Srebro | Brąz | Łącznie |
| ------- | ----------------- | ----- | ------ | ---- | ------- |
| 1       | Szwajcaria        | 6     | 3      | 1    | 10      |
| 2       | Włochy            | 1     | 0      | 1    | 2       |
| 3       | Francja           | 0     | 2      | 4    | 6       |
| 4       | Holandia          | 0     | 1      | 1    | 2       |
| 5       | Cesarstwo Austrii | 0     | 1      | 0    | 1       |

## Wyniki
| Konkurencja                                     | Złoto                                                                                         | Wynik     | Srebro                                                                             | Wynik     | Brąz                                                                                                 | Wynik     |
| Karabin dowolny, trzy postawy, 300 m            | Emil Kellenberger                                                                             | 948 pkt.  | Konrad Stäheli                                                                     | 931 pkt.  | Henrik Sillem                                                                                        | 917 pkt.  |
| Karabin dowolny, trzy postawy, 300 m, drużynowo | Szwajcaria Alfred Grütter Emil Kellenberger Achille Roch Heinrich Schellenberg Konrad Stäheli | 4567 pkt. | Holandia Gustave Koster Remi de Block Antonius Bouwens Henrik Sillem Uilke Vuurman | 4398 pkt. | Francja Auguste Cavadini Maxime Landin Maurice Lecoq Achille Paroche Raphaël Py                      | 4386 pkt. |
| Karabin dowolny leżąc, 300 m                    | Emil Kellenberger                                                                             | 341 pkt.  | Maurice Lecoq                                                                      | 338 pkt.  | Achille Paroche                                                                                      | 337 pkt.  |
| Karabin dowolny klęcząc, 300 m                  | Konrad Stäheli                                                                                | 339 pkt.  | Emil Kellenberger                                                                  | 334 pkt.  | Alfred Grütter                                                                                       | 318 pkt.  |
| Karabin dowolny stojąc, 300 m                   | Cesare Valerio                                                                                | 305 pkt.  | Johann Prem                                                                        | 304 pkt.  | Maxime Landin                                                                                        | 300 pkt.  |
| Pistolet dowolny, 50 m                          | Karl Hess                                                                                     | 443 pkt.  | Louis Richardet                                                                    | 439 pkt.  | Raphaël Py                                                                                           | 432 pkt.  |
| Pistolet dowolny, 50 m, drużynowo               | Szwajcaria Karl Hess Paul Probst Louis Richardet Conrad Karl Röderer Konrad Stäheli           | 2159 pkt. | Francja Louis Dutfoy Maurice Faure Achille Paroche Raphaël Py Jules Trinité        | 2082 pkt. | Włochy Lorenzo Borgogelli Cristoforo Buttafava Giuseppe Giuliozzi Aventino Righini Roberto Tagliabue | 1901 pkt. |